# LCROSS

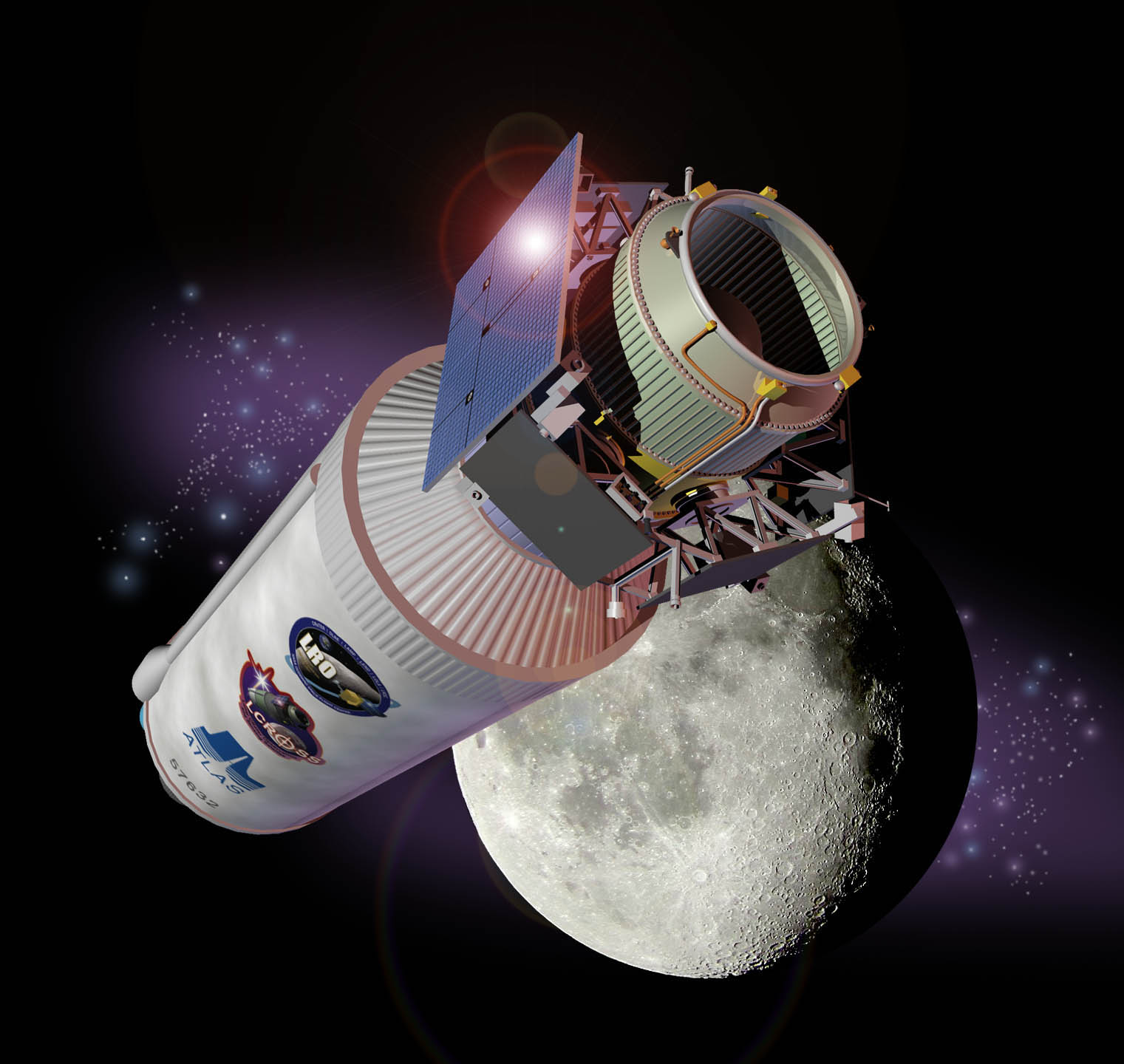
LCROSS, художня ілюстрація

Lunar CRater Observation and Sensing Satellite (LCROSS, Космічний апарат для спостереження і зондування місячних кратерів) — назва роботизованої міжпланетної станції НАСА, запущеної 18 червня 2009 разом з іншим космічним апаратом, Lunar Reconnaissance Orbiter, для вивчення Місяця.

## Місія
Метою дослідника був пошук води на природному супутнику Землі. На думку багатьох фахівців, лід, принесений на Місяць кометами, міг скупчуватися в кратерах в полярних регіонах Місяця. Ці кратери хороші тим, що їхнє дно ніколи не освітлює Сонцем, тому лід може лежати там недоторканим мільярди років. Недавно відразу декілька апаратів підтвердили, що на поверхні Місяця є вода, проте вміст внутрішності кратерів астрономам досі невідомий.

### Запуск
Запуск відбувся 18 червня 2009 року з космодрому на мисі Канаверал, за допомоги ракети-носія Atlas V, на борту якої, крім LCROSS, міститься ще один апарат для дослідження Місяця — Lunar Reconnaissance Orbiter (LRO). 23 червня LRO/LCROSS вийшли на місячну орбіту.

### Удар
Спочатку планувалося, що LCROSS розіб'ється в районі кратера Кебеус А (Cabeus A), проте після ретельнішого вивчення характеристик інших кандидатів учені зупинилися на Кебеусі (Cabeus). Цей кратер відрізняється більшою глибиною, але астрономи розраховують побачити хмару, що піднялася, оскільки на стінці Кебеуса є отвір.
Верхній ступінь ракети Atlas V і зонд LCROSS впали на поверхню земного супутника 9 жовтня 2009 року. Спочатку верхній ступінь ракети-носія зонда Centaur ударився об поверхню земного супутника в районі кратера Кебеус. Його швидкість становила 2,5 кілометра в секунду. В результаті удару з кратера був викинутий пил, що перебував в жерлі, який досліджують інші апарати. Зокрема, склад пилу мав вивчати зонд LCROSS, сам він розбився об Місяць через 4 хвилини після падіння ступені ракети. Падіння транслювалося Американським космічним агентством в прямому ефірі. Очікуваного шоу, проте, не вийшло — самі удари виглядали доволі блякло. Зокрема, спочатку повідомлялося, що наземним телескопам і космічним апаратам, що спостерігали за падінням LCROSS і верхньому ступеню Atlas V (серед спостерігачів був, наприклад, телескоп «Хаббл»), не вдалося розгледіти хмару пилу, що за прогнозами вчених мала піднятися на висоту близько 9 кілометрів.
Невдачу пояснили помилками в розрахунках. Фахівці, що працювали над місією, заявили, що кількість піднятого ударом матеріалу опинилася переоціненою. Окрім цього ступінь Atlas «розкидав» матеріал під неправильним кутом — передбачалося, що він складе 45 градусів, проте насправді пил розлітався під кутом близько 30 градусів.
Американське космічне агентство опублікувало знімки високої роздільності (2 метри на піксель), зроблені під час падіння на Місяць верхнього ступеня Atlas V. На них добре помітна хмара пилу, що піднялося з дна кратера від удару ступеня об поверхню земного супутника. Знімки були зроблені апаратом LCROSS незадовго до падіння. На отриманих фотографіях добре видно світла пляма на тлі темного кратера — це хмара породи, що підсвічується Сонцем, діаметром близько 7 кілометрів. Окрім знімків у видимому діапазоні, перед падінням LCROSS передав на Землю фотографії, зроблені в інфрачервоному діапазоні. В результаті вдалося встановити, що усередині кратера Кабео, куди впав верхній ступінь, від удару утворилася воронка діаметром близько 28 метрів.

### Висновки
Проаналізувавши значний обсяг даних, отриманих зондом LCROSS, дослідники НАСА прийшли до висновків про присутність в кратері значної кількості води. Присутність молекул води доводиться даними інфра-червоної спектрометрії (у цьому спектрі вчені виявили сліди «цілих» молекул) і ультрафіолетової спектрометрії (у цьому спектрі «світяться» гідроксил-аніони, які виходять в результаті розпаду молекул води). Як наголошується на сайті NASA, дані, отримані зондом, вимагають подальшого вивчення.

## Виноски
1. ↑  Lunar Spacecraft Launch to Moon!. Архів оригіналу за 14 лютого 2013. Процитовано 19 жовтня 2009.
2. ↑  NASA Lunar Mission Successfully Enters Moon Orbit. Архів оригіналу за 22 листопада 2013. Процитовано 19 жовтня 2009. [Архівовано 2013-11-22 у Wayback Machine.]
3. ↑  nasatv. Архів оригіналу за 26 січня 2018. Процитовано 19 жовтня 2009.
4. ↑  Was moon-smashing mission doomed from the start? [Архівовано 19 жовтня 2009 у Wayback Machine.] — New Scientist, 15.10.2009
5. ↑  NASA's LCROSS Captures All Phases of Centaur Impact. Архів оригіналу за 19 жовтня 2009. Процитовано 19 жовтня 2009. [Архівовано 2009-10-19 у Wayback Machine.]
6. ↑  LCROSS Impact Data Indicates Water on Moon. Архів оригіналу за 9 лютого 2012. Процитовано 14 листопада 2009. [Архівовано 2012-01-11 у Wayback Machine.]